# Чичилаки
Чичилаки (груз. ჩიჩილაკი) је грузијско традиционално Новогодишње дрво. Обично је направљено од сувих лешника или орахових грана које су остругане на посебан начин. Танке нити остругана кора једним крајем су повезана са граном а другим крајем падају формирајући облик четинарске јелке. Могу бити различите висине од 20 cm до 3 метра. Чичилаки је најзаступљенији у Гурији и Мегрелији, регијама близу Црног мора, али могу се наћи и у продавницама у главном граду Тбилисију.

## Грузијска традиција
Традиционално израђивање чичилакија је важан део грузијског православног Божића који се прославља 7. јануара. Грузини верују да обријано дрво подсећа на чувену браду Василија Великог, који је посећивао људе за време Божића, слично као Санта Клоз у католичкој традицији. Такође верује се да чичилаки представља дрво живота, симбол наде за Грузију.
Сваке године, људи купују чичилаки и украшавају их малим плодовима воћа и бобицама. Јабуке, нареви, су прикачени за дрво као даривање небесима за богату жетву.
Чичилаки се церемонијално спаљује дан пре православног Богојављања 19. јануара и симболизује решавање прошлогодишњих проблема. Неке породице у регији Мегрелији купују чичилаки за своје недавно преминуле рођаке.

## Совјетска забрана
Током Совјетске окупације Грузије 1921. године, продаја чичилакија је забрањена јер су Совјети то сматрали религијским симболом. Ова одлука остала је на снази до пада совјетске власти у Грузији 1990. године. Од тада популарност чичилакија расте.

## Забринутост за животну средину
Грузијци сматрају да је употреба чичилакија као Божићне декорације еколошки прихватљивија него сечење борова. Пошто се праве од орезаних грана, сматрају се корисним за здравље дрвећа.
Грузијска влада предузела је кораке да подржи очување животне средине одређујући скупу новчану казну за било кога ко је посекао и превозио борове ван регистрованих фарми. Новчана казна износи око 1.200 америчких долара (765 фунти), три пута већа од просечне месечне плате. Такође су побољшали своје контролне патроле широм земље.
Након рата са Русима 2008. године, шуме у близини спорне регије Јужне Осетије су десетковане, што је изазвало националну жалост људи у Грузији.